# Список видов настоящих комаров
Список видов настоящих комаров. Данный список включает около 1200 видов из крупнейшего рода комаров Culex (семейство Комары).

## ПодродAcalleomyiaLeicester
- Culex obscurus (Leicester, 1908) — Индонезия, Малайзия

## ПодродAcallyntrumStone & Penn
- Culex axillicola Steffan, 1979 — Папуа — Новая Гвинея
- Culex belkini Stone & Penn, 1948 — Соломоновы Острова
- Culex bicki Stone & Penn, 1947 — Индонезия
- Culex binigrolineatus Knight & Rozeboom, 1945 — Индонезия
- Culex bougainvillensis Steffan, 1979 — Соломоновы острова
- Culex miyagii Mogi & Toma, 1999 — Индонезия
- Culex pallidiceps (Theobald, 1905) — Папуа — Новая Гвинея
- Culex perkinsi Stone & Penn, 1948 — Соломоновы острова

## ПодродAedinusLutz
- Culex accelerans Root, 1927 — Бразилия, Панама, Тринидад и Тобаго, Французская Гвиана
- Culex amazonensis (Lutz, 1905) — Бразилия, Колумбия, Панама, Суринам, Тринидад и Тобаго, Венесуэла, Французская Гвиана
- Culex clastrieri Casal & Garcia, 1968 — Бразилия
- Culex guyanensis Clastrier, 1970 — Французская Гвиана
- Culex hildebrandi Evans, 1923
- Culex paraplesia Dyar, 1922
- Culex tapena Dyar, 1919

## ПодродAfroculexDanilov
- Culex lineata Theobald, 1912 — Мозамбик, ЮАР
- Culex pulchrithorax Edwards, 1914

## ПодродAllimantaCasal & Garcia
- Culex tramazayguesi Duret, 1954 — Аргентина

## ПодродAnoedioporpaDyar
- Culex bamborum Rozeboom & Komp, 1948 — Колумбия
- Culex belemensis Duret & Damasceno, 1955 — Бразилия, Французская Гвиана
- Culex bifoliata Dyar, 1922
- Culex browni Komp, 1936 — Колумбия, Панама
- Culex canaanensis Lane & Whitman, 1943 — Бразилия
- Culex chaguanco Casal, Garcia, & Fernandez, 1968 — Аргентина
- Culex chalcocorystes Martini, 1914
- Culex conservator Dyar & Knab, 1906 — Белиз, Бразилия, Колумбия, Коста-Рика, Гватемала, Гондурас, Мексика, Панама, Перу, Суринам, Тринидад и Тобаго, Венесуэла, Lesser Antilles
- Culex corrigani Dyar & Knab, 1907 — Колумбия, Коста-Рика, Никарагуа, Панама
- Culex damascenoi Duret, 1969 — Бразилия
- Culex divisior Dyar & Knab, 1906
- Culex luteopleurus (Theobald, 1903) — Бразилия
- Culex menui Clastrier, 1971 — Французская Гвиана
- Culex originator Gordon & Evans, 1922 — Бразилия, Гренада, Французская Гвиана
- Culex paganus Evans, 1923 — Бразилия, Венесуэла
- Culex quasioriginator Duret, 1972 — Бразилия
- Culex restrictor Dyar & Knab, 1906 — Белиз, Коста-Рика, Сальвадор, Гондурас, Мексика, Панама
- Culex surukumensis Anduze, 1941

## ПодродBarraudiusEdwards
- Culex modestus Ficalbi, 1889 — Алжир, КНР, Чехия, Греция, Венгрия, Иран, Ирак, Израиль, Италия, Монголия, Марокко, Польша, Румыния, Россия, Словакия, Испания, Таджикистан, Турция, Великобритания
- Culex eadithae Barraud, 1924
- Culex nudipalpis Shingarev, 1927
- Culex tanajcus Stschelkanovzev, 1926 — Япония, Корея
- Culex pusillus Macquart, 1850 — Алжир, Египет, Греция, Иран, Ирак, Ливия, Саудовская Аравия, Судан, Сирия, Таджикистан, Тунис, Турция, Туркменистан, ОАЭ, Узбекистан
- Culex richeti Brunhes & Venhard, 1966 — Нигерия

## ПодродBelkinomyiaAdames & Galindo
- Culex eldridgei Adames & Galindo, 1973 — Колумбия

## ПодродCarrolliaLutz
- Culex anduzei Cerqueira & Lane, 1944 — Бразилия
- Culex antunesi Lane & Whitman, 1943 — Бразилия, Колумбия, Коста-Рика, Панама, Французская Гвиана
- Culex monaensis Floch & Fauran, 1955
- Culex babahoyensis Levi-Castillo, 1953 — Коста-Рика, Эквадор, Никарагуа
- Culex bihaicola Dyar & Nunez Tovar, 1927 — Колумбия, Коста-Рика, Эквадор, Гватемала, Мексика, Панама, Венесуэла
- Culex bonnei Dyar, 1921 — Бразилия, Колумбия, Эквадор, Суринам, Французская Гвиана
- Culex cerqueirai Valencia, 1973 — Панама
- Culex guerreroi Cova Garcia, Sutil, & Pulido, 1971 — Венесуэла
- Culex infoliatus Bonne-Wepster & Bonne, 1919 — Бразилия, Эквадор, Перу, Суринам, Венесуэла, Французская Гвиана
- Culex insigniforceps Clastrier & Claustre, 1978 — Французская Гвиана
- Culex iridescens (Lutz, 1905) — Бразилия
- Culex kompi Valencia, 1973 — Колумбия
- Culex metempsytus Dyar, 1921 — Колумбия, Коста-Рика, Гватемала, Панама
- Culex rausseoi Cova Garcia, Sutil & Pulido, 1972 — Венесуэла
- Culex secundus Bonne-Wepster & Bonne, 1919 — Бразилия, Колумбия, Коста-Рика, Эквадор, Панама
- Culex soperi Antunes & Lane, 1937 — Аргентина, Бразилия
- Culex urichii (Coquillett, 1906) — Белиз, Боливия, Бразилия, Колумбия, Коста-Рика, Эквадор, Панама, Перу, Суринам, Тринидад и Тобаго, Венесуэла
- Culex mathesoni Anduze, 1942
- Culex wannonii Cova Garcia & Sutil Oramus, 1976 — Венесуэла
- Culex wilsoni Lane & Whitman, 1943 — Бразилия, Колумбия

## ПодродCulexLinnaeus
- Culex abnormalis Lane, 1936 — Бразилия, Колумбия
- Culex abyssinicus Van Someren, 1945 — Ангола, Камерун, ЦАР, Конго, Гана, Кения, Намибия, Сенегал, Сьерра-Леоне, Южная Африка, Судан, Заир
- Culex accraensis Theobald, 1909
- Culex acer Walker, 1848
- Culex acharistus Root, 1927 — Аргентина, Бразилия, Чили
- Culex adelae Baisas, 1938
- Culex aestuans Wiedemann, 1828
- Culex affinis Adams, 1903
- Culex afridii Qutubuddin., 1956
- Culex agilis Bigot, 1889
- Culex aglischrus Dyar, 1924
- Culex aikenii Dyar & Knab, 1908
- Culex alani Forattini, 1965 — Колумбия
- Culex albertoi Anduze, 1943
- Culex albigenu Enderlein, 1920
- Culex albinervis Edwards, 1929 — Фиджи, Тонга
- Culex albolineatus Giles, 1901
- Culex albovirgetus Graham, 1910
- Culex albus Leicester, 1908
- Culex alienus Colless, 1957 — Малайзия, Сингапур, Таиланд, Вьетнам
- Culex alis Theobald, 1903 — Индонезия, Малайзия, Филиппины, Сингапур, Тайвань, Таиланд, Вьетнам
- Culex alpha Seguy., 1924
- Culex alticola Martini, 1931
- Culex ambiguus Theobald, 1903
- Culex ameliae Casal, 1967 — Аргентина
- Culex anarmostus Theobald, 1903
- Culex andersoni Edwards, 1914 — Кения, Малави, Танзания, Уганда, Заир, Эфиопия
- Culex annulata Taylor, 1914
- Culex annulioris Theobald, 1901 — Зимбабве, Тропическая Африка
- Culex annulirostris Skuse, 1889 — Австралия, Фиджи, Индонезия, Кирибати, Науру, Палау, Папуа - Новая Гвинея, Филиппины, Соломоновы Острова, Тонга, Вануату, Новая Каледония, Тувалу, острова Кука
- Culex annulirostris Taylor, 1914
- Culex annuliventris (Blanchard, 1852. In Gay 1852) — Чили
- Culex annulus Theobald, 1901 — Китай, Индонезия, Филиппины
- Culex antennatus (Becker, 1903) — Ангола, Ботсвана, Египет, Иран, Израиль, Иордания, Мадагаскар
- Culex anxifer Bigot, 1859
- Culex apicinus Philippi, 1865 — Боливия, Чили, Перу
- Culex aquarius Strickman, 1990 — Коста-Рика
- Culex aquilus Graham, 1910
- Culex arabiensis Theobald, 1913
- Culex archegus Dyar, 1929 — Колумбия, Эквадор, Перу
- Culex argenteopunctatus (Ventrillon, 1905) — Мадагаскар, Мозамбик
- Culex argenteus Ludlow, 1905
- Culex articularis Philippi, 1865 — Аргентина, Эквадор, Перу, Чили
- Culex aseyehae Dyar & Knab, 1915
- Culex asteliae Belkin, 1968 — Новая Зеландия
- Culex astridianus de Meillon, 1942 — Заир
- Culex ataeniatus Theobald, 1911 — Южная Африка
- Culex atriceps Edwards, 1926 — Французская Полинезия
- Culex aurantapex Edwards, 1914 — Кения, Мозамбик, Южная Африка, Заир — Эфиопия
- Culex auritaenia Enderlein, 1920
- Culex australicus Dobrotworsky & Drummond, 1953 — Австралия, Вануату, Новая Каледония
- Culex autogenicus Roubaud, 1935
- Culex autumnalis Weyenbergh, 1882
- Culex azoriensis Theobald, 1903
- Culex azuayus Levi-Castillo, 1954
- Culex badgeri Dyar, 1924
- Culex bahamensis Dyar & Knab, 1906 — Багамы, Куба, Ямайка, Соединённые Штаты Америки, Пуэрто-Рико, Виргинские острова, Большие Каймановы острова
- Culex bancroftii Theobald, 1901
- Culex banksensis Maffi & Tenorio, 1977 — Вануату
- Culex barbarus Dyar & Knab, 1906
- Culex barraudi Edwards, 1922 — Китай, Индия, Непал, Пакистан, Шри-Ланка, Таиланд
- Culex basicinctus Edwards, 1922
- Culex beauperthuyi Anduze, 1943
- Culex berbericus Roubaud, 1935
- Culex beta Seguy, 1924 — Алжир
- Culex bickleyi Forattini, 1965 — Колумбия
- Culex bicolor Meigen, 1818
- Culex bidens Dyar, 1922 — Аргентина, Боливия, Бразилия, Мексика, Парагвай, Уругвай, Венесуэла
- Culex bifoliata Theobald, 1905
- Culex bifurcatus Linnaeus, 1758
- Culex bihamatus Edwards, 1926 — Индонезия
- Culex bilineatus Theobald, 1903
- Culex biocellatus Theobald, 1903
- Culex bipunctata Theobald, 1907
- Culex biroi Theobald, 1905
- Culex boneriensis Brethes, 1916
- Culex bonneae Dyar & Knab, 1919 — Бразилия, Колумбия, Коста-Рика, Панама, Суринам, Французская Гвиана
- Culex brami Forattini, Rabello, & Lopes, 1967 — Бразилия
- Culex brehmei Knab, 1916
- Culex brethesi Dyar, 1919 — Аргентина, Уругвай
- Culex brevispinosus Bonne-Wepster & Bonne, 1919 — Бразилия, Колумбия, Суринам, Венесуэла
- Culex brumpti Galliard, 1931 — Франция, Марокко
- Culex bukavuensis Wolfs, 1947 — Заир
- Culex calcitrans Robineau-Desvoidy, 1827
- Culex calloti Rioux & Pech, 1959
- Culex calurus Edwards, 1935 — Кения
- Culex camposi Dyar, 1925 — Колумбия, Эквадор, Перу
- Culex caraibeus Howard, Dyar, & Knab, 1912
- Culex carcinoxenus De Oliveira Castro, 1932 — Бразилия
- Culex carleti Brunhes & Ravaonjanahary, 1971 — Мадагаскар, Коморские острова
- Culex carmodyae Dyar & Knab, 1906
- Culex cartroni Ventrillon, 1905
- Culex castelli Hamon, 1957 — Кот-д’Ивуар
- Culex castroi Casal & Garcia, 1967 — Аргентина, Уругвай
- Culex cheni Ho., 1963
- Culex chidesteri Dyar, 1921 — Аргентина, Белиз, Бразилия, Колумбия, Коста-Рика, Куба, Эквадор, Ямайка, Мексика, Панама, Парагвай, США, Уругвай, Венесуэла, Пуэрто-Рико, Малые Антильские острова
- Culex chitae Duret, 1967 — Колумбия
- Culex chloroventer Theobald, 1909
- Culex chorleyi Edwards, 1941 — Эфиопия, ЮАР, Уганда, Заир
- Culex christophersii Theobald, 1907
- Culex cingulatus Doleschall, 1856
- Culex comitatus Dyar & Knab, 1909
- Culex comorensis Brunhes, 1977 — Коморские острова
- Culex condylodesmus Gruenberg, 1905
- Culex confusus Baisas, 1938
- Culex congolensis Evans, 1923
- Culex consimilis Taylor, 1913
- Culex consobrinus Robineau-Desvoidy, 1827
- Culex cornutus Edwards, 1922 — India
- Culex coronator Dyar & Knab, 1906 — Аргентина, Белиз, Боливия, Бразилия, Колумбия, Коста-Рика, Сальвадор, Гватемала, Гондурас, Никарагуа, Панама, Парагвай, Перу, Суринам, Тринидад и Тобаго, США, Уругвай, Венесуэла, Французская Гвиана
- Culex covagarciai Porattini, — Венесуэла
- Culex creticus Theobald, 1903
- Culex crinicauda Edwards, 1921 — Австралия
- Culex cubensis Bigot, 1857
- Culex cuneatus Theobald, 1901
- Culex curvibrachius Angulo, 1993 — Чили
- Culex cuyanus Duret, 1968 — Аргентина
- Culex deanei Correa & Ramalho, 1959
- Culex debilis Dyar & Knab, 1914
- Culex decens Theobald, 1901 — Гана, Нигерия, Сьерра-Леоне, ЮАР, Йемен, Коморские острова
- Culex declarator Dyar & Knab, 1906 — Белиз, Боливия, Бразилия, Коста-Рика, Сальвадор, Гайана, Мексика, Панама, Парагвай, Суринам, Тринидад и Тобаго, США, Уругвай, Венесуэла, Французская Гвиана, Малые Антильские острова
- Culex delys Howard, Dyar, & Knab, 1915 — Панама
- Culex demeilloni Doucet, 1950 — Мадагаскар
- Culex dictator Dyar & Knab, 1909
- Culex didieri Neveu-Lemaire, 1906
- Culex diengensis Brug, 1931 — Индонезия
- Culex diplophyllum Dyar, 1929 — Перу
- Culex dipseticus Dyar & Knab, 1909
- Culex disjunctus Roubaud, 1957
- Culex dissimilis Theobald, 1901
- Culex dohenyi Hogue, 1975 — Коста-Рика
- Culex doleschallii Giles, 1900
- Culex doliorum Edwards, 1912
- Culex dolosus (Lynch Arribalzaga, 1891) — Аргентина, Боливия, Бразилия, Чили, Эквадор, Парагвай, Уругвай
- Culex domesticus Leicester, 1908
- Culex duplicator Dyar & Knab, 1909 — Гаити, Доминиканская Республика
- Culex duttoni Theobald, 1901 — Ангола, Бенин, Камерун, Эфиопия, Гана, Кения, Малави, Нигерия, Сенегал, Сьерра-Леоне, ЮАР, Судан, Танзания, Уганда, Йемен, Зимбабве, Экваториальная Гвинея
- Culex eduardoi Casal & Garcia, 1968 — Аргентина
- Culex edwardsi Barraud, 1923 — Австралия, Индия, Непал, Филиппины, Шри-Ланка
- Culex eleuthera Dyar, 1917
- Culex elocutilis Dyar & Knab, 1909
- Culex epidesmus (Theobald, 1910) — Бангладеш, Индия, Непал, Пакистан, Шри-Ланка
- Culex equivocator Dyar & Knab, 1907
- Culex erectus Iglisch., 1977
- Culex eremita Howard, Dyar, & Knab, 1912
- Culex erythrothorax Dyar, 1907 — Мексика, США
- Culex escomeli Brethes, 1920
- Culex euclastus Theobald, 1903 — Конго, Нигерия, Уганда, Заир
- Culex eumimetes Dyar & Knab, 1908
- Culex exilis Dyar, 1924
- Culex extricator Dyar & Knab, 1906
- Culex factor Dyar & Knab, 1906
- Culex fasciatus Mueller, 1764
- Culex fasyi Baisas, 1938 — Филиппины
- Culex fatigans Wiedemann, 1828
- Culex federalis Dyar, 1923
- Culex fernandezi Casal, Garcia & Cavalieri, 1966 — Аргентина
- Culex finlayi Perez Vigueras, 1956
- Culex foliaceus Lane, 1945 — Бразилия
- Culex forattinii Correa & Ramalho, 1959
- Culex fouchowensis Theobald, 1901
- Culex fuscifurcatus Edwards, 1934
- Culex fuscitarsis Barraud, 1924
- Culex fuscocephala Theobald, 1907 — Бангладеш, Камбоджа, Китай, Индия, Индонезия, Япония, Лаос, Малайзия, Непал, Пакистан, Филиппины, Сингапур, Шри-Ланка, Тайвань, Вьетнам
- Culex fuscus Theobald, 1909
- Culex gambiensis Theobald, 1903
- Culex gameti Bailly-Choumara, 1966 — Камерун
- Culex garciai Broche, 2000 — Куба
- Culex gelidus Theobald, 1901 — Бангладеш, Камбоджа, Китай, Индия, Индонезия, Япония, Малайзия, Непал, Пакистан, Филиппины, Шри-Ланка, Тайвань, Таиланд, Вьетнам, Мьянма
- Culex geminus Colless, 1955 — Малайзия, Сингапур
- Culex giganteus Ventrillon, 1906 — Мадагаскар
- Culex globocoxitus Dobrotworsky, 1953 — Австралия
- Culex gnophodes Theobald, 1903
- Culex goughii Theobald, 1911
- Culex grahamii Theobald, 1910 — Ангола, Буркина-Фасо, Камерун, ЦАР, Конго, Гамбия, Гана, Кения, Либерия, Мадагаскар, Нигерия, Сенегал, Судан, Того, Уганда, Заир
- Culex guayasi Levi-Castillo, 1953 — Эквадор
- Culex guiarti Blanchard, 1905 — Буркина-Фасо, Камерун, ЦАР, Конго, Габон, Гамбия, Кения, Либерия, Мадагаскар, Мали, Мозамбик, Нигерия, Сенегал, ЮАР, Судан, Танзания, Уганда, Заир
- Culex guizhouensis Chen & Zhao, 1985 — Китай
- Culex habilitator Dyar & Knab, 1906 — Доминиканская Республика, Перу, Пуэрто-Рико, Тринидад и Тобаго, Малые Антильские острова
- Culex haematophagus Ficalbi, 1893
- Culex hancocki Edwards, 1930 — Кения, Уганда
- Culex hensemaeon Dyar, 1920
- Culex hepperi Casal & Garcia, 1967 — Аргентина, Уругвай
- Culex hirsutipelpis Theobald, 1901
- Culex hopkinsi Edwards, 1932 — Уганда, Заир
- Culex huangae Meng, 1958 — Китай
- Culex hutchinsoni Barraud, 1924 — Бангладеш, Камбоджа, Индия, Малайзия, Непал, Пакистан, Филиппины, Сингапур, Таиланд, Вьетнам, Мьянма
- Culex impellens Walker, 1859
- Culex incognitus Baisas, 1938 — Индонезия, Филиппины
- Culex inelegans Dyar, 1920
- Culex inflictus Theobald, 1901 — Белиз, Колумбия, Коста-Рика, Куба, Гренада, Мексика, Панама, Тринидад и Тобаго, Венесуэла, Малые Антильские острова
- Culex infula Theobald, 1901 — Бангладеш, Индия, Индонезия, Малайзия, Мьянма (Бирма), Непал, Филиппины, Шри-Ланка, Таиланд, Вьетнам)
- Culex ingrami Edwards, 1916 — Камерун, ЦАР, Конго, Габон, Гана, Либерия, Нигерия, Сьерра-Леоне, Уганда, Французская Гвиана, Заир
- Culex inquisitor Dyar & Knab, 1906
- Culex interfor Dyar, 1928 — Аргентина
- Culex interrogator Dyar & Knab, 1906 — Сальвадор, Мексика, Никарагуа, Панама, США
- Culex invidiosus Theobald, 1901 — Камерун, Габон, Гамбия, Гана, Кения, Либерия, Нигерия, Сенегал, Сьерра-Леоне, Судан, Танзания, Уганда, Заир
- Culex iyengari Mattingly & Rageau, 1958 — Новая Каледония
- Culex jacksoni Edwards, 1934 — Китай, Индия, Корея, Непал, Россия, Шри-Ланка, Тайвань
- Culex janitor Theobald, 1903 — Гаити, Пуэрто-Рико, Ямайка
- Culex jepsoni Theobald, 1910
- Culex jubilator Dyar & Knab, 1907
- Culex kangi Lien., 1968
- Culex kelloggii Theobald, 1903
- Culex kesseli Belkin, 1962 — Французская Полинезия
- Culex kinabaluensis Sirivanakarn, 1976 — Малайзия
- Culex lachrimans Dyar & Knab, 1909
- Culex lahillei Bachmann & Casal, 1962 — Аргентина
- Culex lamentator Dyar & Knab, 1906
- Culex lateropunctata Theobald, 1907
- Culex laticinctus Edwards, 1913 — Джибути, Эфиопия, Греция, Иран, Израиль, Иордания, Ливан, Марокко, Оман, Португалия, Румыния, Саудовская Аравия, Испания, Судан, Сирия, Турция, Йемен, Французская Экваториальная Африка
- Culex laticlasper Galindo & Blanton, 1954 — Панама
- Culex laurenti Newstead, 1907, in Newstead, Dutton, & Todd 1907
- Culex lepostenis Dyar, 1923
- Culex levicastilloi Lane, 1945 — Эквадор, Венесуэла
- Culex litoralis Bohart, 1946 — Сингапур, Марианские острова
- Culex litwakae Harbach, 1985 — Кения
- Culex lividocostalis Graham, 1910
- Culex longefurcatus Becker, 1903
- Culex longicornis Sirivanakarn, 1976 — Таиланд
- Culex loricatus Leicester, 1908
- Culex luteoannulatus Theobald, 1901
- Culex luteoebdominalis Theobald, 1910
- Culex luteola Theobald, 1910
- Culex luteus Meigen, 1804
- Culex luzonensis Sirivanakarn, 1976 — Филиппины
- Culex lygrus Root, 1927 — Бразилия
- Culex machadoi Mattos, Guedes & Xavier, 1978 — Бразилия
- Culex macleayi Skuse, 1889
- Culex maculipes Theobald, 1904
- Culex madagascariensis Ventrillon, 1905
- Culex major Edwards, 1935
- Culex maracayensis Evans, 1923 — Колумбия, Венесуэла, Малые Антильские острова
- Culex marginalis Stephens, 1825
- Culex marquesensis Stone & Rosen, 1953 — Французская Полинезия
- Culex masculus Theobald, 1901
- Culex mattinglyi Knight, 1953 — Саудовская Аравия, Сирия, Йемен
- Culex mauesensis Lane, 1945 — Бразилия
- Culex mauritanicus Callot, 1940
- Culex mauritanicus Callot., 1940
- Culex maxi Dyar, 1928 — Аргентина, Бразилия, Парагвай, Уругвай
- Culex mayumbae Galliard, 1931
- Culex melanorhinus Giles, 1900
- Culex meridionalis Leach, 1825
- Culex microannulata Theobald, 1907
- Culex microannulatus Theobald, 1901
- Culex microsquamosus Theobald, 1905
- Culex milni Taylor, 1914
- Culex mimeticus Noe, 1899 — Болгария, Китай, Греция, Индия, Иран, Ирак, Израиль, Италия, Япония, Иордания, Корея, Ливан, Малайзия, Марокко, Непал, Пакистан, Португалия, Россия, Саудовская Аравия, Испания, Сирия, Турция, Мьянма, Южная Азия
- Culex mimuloides Barraud, 1924 — Китай, Индия
- Culex mimulus Edwards, 1915 — Австралия, Бангладеш, Китай, Индия, Индонезия, Малайзия, Непал, Пакистан, Филиппины, Сингапур, Шри-Ланка, Тайвань, Таиланд, Вьетнам
- Culex minimus Leicester, 1908
- Culex minor Theobald, 1908
- Culex minutus Theobald, 1905
- Culex miraculosus Bonne-Wepster, 1937 — Индонезия
- Culex mirificus Edwards, 1913 — Кения
- Culex molestus Forskal., 1775
- Culex mollis Dyar & Knab, 1906 — Белиз, Бразилия, Колумбия, Коста-Рика, Эквадор, Гайана, Гондурас, Мексика, Никарагуа, Панама, Перу, Суринам, Венесуэла, Тринидад и Тобаго, Французская Гвиана
- Culex montforti Ventrillon, 1905
- Culex mooseri Vargas & Martinez Palacios, 1954
- Culex mortificator Dyar & Knab, 1906
- Culex mossmani Taylor, 1915
- Culex murrelli Lien, 1968 — Китай, Малайзия, Тайвань, Таиланд, Вьетнам
- Culex musarum Edwards, 1932 — Заир, Кения, Уганда
- Culex nakuruensis Mattingly, 1951 — Кения
- Culex neavei Theobald, 1906 — Ангола, Заир, Эфиопия, Габон, Мадагаскар, ЮАР, Судан, Танзания, Уганда
- Culex neireti Ventrillon, 1906
- Culex neolitoralis Bram, 1976
- Culex neomimulus Lien., 1968
- Culex neotaeniorhynchus Theobald, 1910
- Culex neovishnui Lien, 1968
- Culex nigricephala Leicester, 1908
- Culex nigriceps Buxton, 1927
- Culex nigripalpus Theobald, 1901 — Антильские острова, Барбадос, Белиз, Бразилия, Доминиканская Республика, Колумбия, Коста-Рика, Куба, Эквадор, Сальвадор, Гватемала, Гайана, Гондурас, Ямайка, Мексика, Никарагуа, Панама, Парагвай, Суринам, США, Тринидад и Тобаго, Венесуэла
- Culex nigrirostris Enderlein, 1920
- Culex nigrocostalis Theobald, 1909
- Culex nilgiricus Edwards, 1916 — Индия
- Culex ninagongoensis Edwards, 1928 — Заир, Уганда
- Culex ocellata Theobald, 1907
- Culex ochrecee Theobald,
- Culex omani Belkin, 1962 — Индонезия, Соломоновы острова
- Culex onderstepoortensis Theobald, 1911
- Culex orientalis Edwards, 1921 — Китай, Корея, Филиппины, Россия, Тайвань, Япония
- Culex ornatothoracis Theobald, 1909 — Гана, Кения, Уганда
- Culex osakaensis Theobald, 1907
- Culex oswaldoi Forattini, 1965 — Бразилия
- Culex ousqua Dyar, 1918 — Белиз, Гватемала, Гондурас, Колумбия, Коста-Рика, Мексика, Никарагуа, Сальвадор, Панама
- Culex pacificus Edwards, 1916 — Вануату
- Culex pajoti Ramos & Ribiero, 1981 — Ангола
- Culex pallidocephala Theobald, 1904
- Culex pallidothoracis Theobald, 1909 — Буркина-Фасо, Камерун, ЦАР, Конго, Габон, Нигерия, Уганда
- Culex pallipes Waltl, 1835
- Culex palmi Baisas, 1938
- Culex palpalis Taylor, 1912 — Австралия, Папуа - Новая Гвинея
- Culex paludis Taylor, 1913
- Culex palus Theobald, 1903
- Culex par Newstead, 1907
- Culex paramaxi Duret, 1968 — Бразилия
- Culex parvus Taylor, 1912
- Culex pavlovsky Shingarev, 1928
- Culex penafieli Sanchez, 1885
- Culex perexiguus Theobald, 1903 — Греция, Иран, Израиль, Иордания, Ливан, Марокко, Саудовская Аравия, Судан, Сирия, Турция
- Culex perfidiosus Edwards, 1914 — Габон, Гана, Заир, Камерун, ЦАР, Конго, Либерия, Мадагаскар, Нигерия
- Culex perfuscus Edwards, 1914 — Камерун, Эфиопия, Габон, Гана, Кения, Либерия, Малави, Мозамбик, Нигерия, Сьерра-Леоне, ЮАР, Заир, Французская Экваториальная Африка
- Culex permixtus Hsieh & Liao, 1956
- Culex perplexus Leicester, 1908 — Индия, Индонезия, Малайзия, Папуа - Новая Гвинея, Филиппины, Сингапур, Таиланд
- Culex pervigilans Von Bergroth, 1889 — Новая Зеландия
- Culex petersoni Dyar, 1920
- Culex pettigrewii Theobald, 1910
- Culex philipi Edwards, 1929 — Камерун, Гамбия, Гана, Нигерия, Сенегал, Сьерра-Леоне
- Culex philippinensis Sirivanakarn, 1976 — Филиппины
- Culex phytophagus Ficalbi, 1889
- Culex pinarocampa Dyar & Knab, 1908 — Коста-Рика, Мексика, Панама
- Culex pipiens Linnaeus, 1758 — Аргентина, Босния и Герцеговина, Болгария, Канада, Кипр, Чешская Республика, Египет, Франция, Германия, Греция, Венгрия, Иран, Израиль, Италия, Иордания, Латвия, Ливан, Люксембург, Марокко, Пакистан, Польша, Португалия, Румыния, Россия, Саудовская Аравия, Словакия, Испания, Швеция, Таджикистан, Тунис, Турция, Соединённое Королевство, США, Уругвай, Сербия, Черногория, Япония
- Culex plegepennis Theobald, 1907
- Culex plicatus Olivares, 1993 — Чили
- Culex poicilipes (Theobald, 1903) — Нигерия
- Culex prasinopleurus Martini, 1914
- Culex proclametor Dyar & Knab, 1906
- Culex propinquus Colless, 1955 — Сингапур
- Culex prorimus Dyar & Knab, 1909
- Culex prosecutor Seguy, 1927 — Франция
- Culex pruina Theobald, 1901 — Камерун, ЦАР, Конго, Габон, Гана, Либерия, Нигерия, Сьерра-Леоне, Уганда, Французская Гвиана, Заир
- Culex pseudoannulioris Theobald, 1909 — Габон, Гана, Заир, Кения, Либерия, Мозамбик, Нигерия, Сьерра-Леоне, Судан, Танзания, Уганда
- Culex pseudoinfula Theobald, 1911
- Culex pseudojanthinosoma Senevet & Abonnenc, 1946 — Французская Гвиана
- Culex pseudomimeticus Sergent, 1909
- Culex pseudopruina Van Someren, 1951 — Уганда
- Culex pseudosinensis Colless, 1955 — Камбоджа, Малайзия, Сингапур, Таиланд
- Culex pseudostigmatosoma Strickman, 1990 — Гондурас
- Culex pseudovishnui Colless, 1957 — Бангладеш, Вьетнам, Камбоджа, Китай, Индия, Индонезия, Иран, Корея, Лаос, Малайзия, Непал, Пакистан, Филиппины, Сингапур, Таиланд, Япония
- Culex pullatus Graham, 1910 — Мали, Нигерия
- Culex punctipes Theobald, 1907
- Culex pungens Wiedemann, 1828
- Culex pygmaeus Neveu-Lemaire, 1906
- Culex quasigelidus Theobald, 1903
- Culex quasiguiarti Theobald, 1910 — Заир, Камерун, Кения, Мадагаскар, Уганда, Эфиопия
- Culex quasilinealis Theobald, 1907
- Culex quasimodestus Theobald, 1905
- Culex quasipipiens Theobald, 1901
- Culex quasisecutor Theobald, 1907
- Culex quinquefasciatus Say, 1823 — Аргентина, Австралия, Багамские острова, Бангладеш, Бразилия, Камбоджа, Чили, Китай, Конго, Куба, Джибути, Доминиканская Республика, Эфиопия, Индия, Индонезия, Иран, Кирибати, Лаос, Мадагаскар, Малайзия, Мальдивы, Маршалловы острова, Маврикий, Мексика, Федеративные Штаты Микронезии, Науру, Непал, Новая Зеландия, Оман, Пакистан, Палау, Папуа - Новая Гвинея, Перу, Филиппины, Самоа, Саудовская Аравия, Соломоновы острова, ЮАР, Судан, Суринам, Танзания, Тонга, Тринидад и Тобаго, Соединённое Королевство, США, Уругвай, Вануату, Коморские острова, Новая Каледония, Заир, Экваториальная Гвинея, Мьянма, Тувалу, Острова Кука, Британская территория в Индийском океане (архипелаг Чагос)
- Culex quitensis Levi-Castillo, 1953 — Эквадор
- Culex raymondii Tamayo,
- Culex reesi Theobald, 1901
- Culex reflector Dyar & Knab, 1909
- Culex regulator Dyar & Knab, 1906
- Culex renatoi Lane & Ramalho, 1960 — Бразилия
- Culex restuans Theobald, 1901 — Гватемала, Гондурас, Канада, Мексика, США
- Culex revelator Dyar & Knab, 1907
- Culex revocator Dyar & Knab, 1909
- Culex richteri Ingram & De Meillon, 1927
- Culex riojanus Duret, 1968 — Аргентина
- Culex ronaldi Charmoy,
- Culex roseni Belkin, 1962 — Французская Полинезия
- Culex rotoruae Belkin, 1968 — Новая Зеландия
- Culex rufinus Bigot, 1888
- Culex rufus Meigen, 1818
- Culex saibaii Taylor, 1912
- Culex salinarius Coquillett, 1904 — Бермудские острова, Канада, Мексика, США
- Culex salinus Baisas, 1938
- Culex saltanensis Dyar, 1928 — Аргентина, Бразилия, Венесуэла, Панама
- Culex salus Theobald, 1908
- Culex samoaensis (Theobald, 1914)
- Culex sarawaki Theobald, 1907
- Culex scheuberi Carpintero & Leguizamon, 2004 — Аргентина
- Culex scholasticus Theobald, 1901
- Culex schwetzi Edwards, 1929 — Либерия, Заир
- Culex scimitar Branch & Seabrook, 1959 — Багамские острова
- Culex scottii Theobald, 1912 — Сейшельские острова
- Culex scutatus Rozeboom & Komp, 1948
- Culex secutor Theobald, 1901 — Малые Антильские острова, Пуэрто-Рико, Ямайка
- Culex selangorensis Sirivanakarn, 1976 — Малайзия
- Culex seldeslachtsi Wolfs, 1947 — Заир
- Culex sericeus Theobald, 1901
- Culex serotinus Philippi, 1865
- Culex shoae Hamon & Ovazza, 1954 — Эфиопия, Уганда
- Culex siamensis Barraud & Christophers, 1931
- Culex similis Theobald, 1903
- Culex simplex Theobald, 1903
- Culex simpsoni Theobald, 1905 — Джибути, Кения, Мадагаскар, Марокко, Сейшельские острова, ЮАР, Судан, Танзания, Йемен, Зимбабве, Коморские острова, Заир
- Culex sinaiticus Kirkpatrick, 1924 — Египет, Эритрея, Иран, Израиль, Иордания, Оман, Саудовская Аравия, Судан, Йемен
- Culex sitiens Wiedemann, 1828 — Австралия, Бангладеш, Камерун, Китай, Джибути, Фиджи, Индия, Индонезия, Иран, Япония, Кения, Корея, Мадагаскар, Малайзия, Мальдивы, Марокко, Мозамбик, Науру, Оман, Пакистан, Папуа - Новая Гвинея, Филиппины, Самоа, Саудовская Аравия, Сингапур, Соломоновы острова, Шри-Ланка, Судан, Тайвань, Танзания, Таиланд, Тонга, ОАЭ, Вануату, Йемен, Коморские острова, Новая Каледония, Мьянма, Тувалу
- Culex skusii Giles, 1900
- Culex solitarius Bonne-Wepster, 1938 — Индонезия
- Culex somaliensis Neveu-Lemaire, 1906
- Culex somerseti Taylor, 1912 — Австралия
- Culex sphinx Howard, Dyar, & Knab, 1912 — Багамы, Куба
- Culex spinosus Lutz, 1905 — Бразилия, Колумбия, Венесуэла
- Culex squamosus (Taylor, 1914) — Австралия, Индонезия, Соломоновы острова
- Culex starckeae Stone & Knight, 1958 — Австралия, Индонезия, Вануату, Новая Каледония
- Culex stenolepis Dyar & Knab, 1908 — Коста-Рика, Мексика
- Culex sternopallidus Roubaud, 1945
- Culex sternopunctatus Roubaud, 1945
- Culex stigmatosoma Dyar, 1907 — США
- Culex stoehri Theobald, 1907
- Culex striatipes Edwards, 1941 — Буркина-Фасо, Эфиопия, Кения, Замбия, Зимбабве, Заир, ЮАР
- Culex summorosus Dyar, 1920
- Culex surinamensis Dyar, 1918 — Боливия, Бразилия, Суринам, Венесуэла, Французская Гвиана
- Culex taeniarostris Theobald, 1907
- Culex taeniorhynchoides Giles, 1904
- Culex tamsi Edwards, 1934 — Сан-Томе и Принсипи
- Culex tarsalis Coquillett, 1896 — Канада, Мексика, США
- Culex tatoi Casal & Garcia, 1971 — Аргентина
- Culex taylori Edwards, 1921
- Culex taytayensis Banks, 1909
- Culex tejerai Cova Garcia, 1962
- Culex telesilla de Meillon & Lavoipierre, 1945 — Ангола, Камерун, Либерия, Мозамбик, Заир
- Culex tenagius Van Someren, 1954 — Джибути, Кения, Уганда
- Culex tenax Theobald, 1901
- Culex terzii Edwards, 1941 — Эфиопия, Кения, ЮАР, Уганда, Зимбабве
- Culex thalassius Theobald, 1903 — Ангола, Камерун, Габон, Гамбия, Гана, Кения, Либерия, Мадагаскар, Маврикий, Мозамбик, Сенегал, ЮАР, Сирия, Танзания, Того, Французская Гвиана, Заир
- Culex theileri Theobald, 1903 — Афганистан, Алжир, Бангладеш, Болгария, Греция, Египет, Китай, Индия, Ирак, Иран, Израиль, Иордания, Кения, Ливан, Ливия, Монголия, Марокко, Непал, Пакистан, Португалия, Румыния, Россия, Саудовская Аравия, Словакия, ЮАР, Испания, Сирия, Таджикистан, Танзания, Тунис, Турция, Зимбабве
- Culex thoracicus Robineau-Desvoidy, 1827
- Culex thriambus Dyar, 1921 — Колумбия, Коста-Рика, Доминиканская Республика, Мексика, Панама, США
- Culex tianpingensis Chen, 1981 — Китай
- Culex tipuliformis Theobald, 1901
- Culex tisseuli Senevet, 1937
- Culex tomeri Dyar & Knab, 1907
- Culex toroensis Edwards & Gibbins, 1939 — Камерун, Кения, Малави, ЮАР, Судан, Уганда, Заир
- Culex torrentium Martini, 1925 — Бельгия, Великобритания, Дания, Испания, Германия, Иран, Люксембург, Норвегия, Польша, Португалия, Румыния, Россия, Словакия, Турция, Финляндия, Франция, Чехия, Швеция
- Culex torridus Iglisch., 1977
- Culex toviiensis Klein, Riviere & Sechan, 1983
- Culex townsvillensis Taylor, 1919
- Culex trifilatus Edwards, 1914 — Камерун, Эфиопия, Габон, Кения, Малави, Мозамбик, ЮАР, Судан, Танзания, Уганда, Зимбабве, Заир
- Culex trifoliatus Edwards, 1914 — Гана, Заир, Кения, Намибия, Судан, Уганда, Эфиопия, ЮАР
- Culex trifurcatus Fabricius, 1794
- Culex trilineatus Theobald, 1901
- Culex tritaeniorhynchus Giles, 1901 — Ангола, Бангладеш, Вьетнам, Камбоджа, Камерун, Мьянма, Китай, Джибути, Египет, Эфиопия, Габон, Гамбия, Гана, Греция, Израиль, Индия, Индонезия, Ирак, Иран, Иордания, Кения, Корея, Ливан, Малайзия, Мальдивы, Мозамбик, Непал, Нигерия, Пакистан, Филиппины, Россия, Саудовская Аравия, Шри-Ланка, Сирия, Танзания, Таиланд, Того, Турция, Туркменистан, ЦАР, Япония
- Culex tsengi Lien, 1968 — Тайвань
- Culex umbripes Edwards, 1941 — Заир
- Culex uniformis Leicester, 1908
- Culex unistriatus Curtis, 1837
- Culex univittatus Theobald, 1901 — Болгария, Буркина-Фасо, Джибути, Египет, Зимбабве, Эфиопия, Кения, Мадагаскар, Нигер, Пакистан, Португалия, ЮАР, Испания, Йемен
- Culex usquatissimus Dyar, 1922 — Гайана, Колумбия, Коста-Рика, Эквадор, Панама, Венесуэла
- Culex usquatus Dyar, 1918 — Аргентина, Бразилия, Мексика, Панама, Парагвай
- Culex vagans Wiedemann, 1828 — Бангладеш, Китай, Индия, Иран, Япония, Корея, Монголия, Непал, Пакистан, Россия
- Culex vansomereni Edwards, 1926 — Заир, Зимбабве, Кения, Мозамбик, Судан, Танзания, Уганда, Эфиопия, ЮАР
- Culex varioannulatus Theobald, 1903 — Китай, Япония, Корея, Мексика, США
- Culex ventrilloni Edwards, 1920 — Мадагаскар
- Culex verutus Harbach, 1987 — Сьерра-Леоне
- Culex vicinus (Taylor, 1916) — Австралия
- Culex vindicator Dyar & Knab, 1909
- Culex virgatipes Edwards, 1914
- Culex viridis Theobald, 1903 — Гана, Нигерия
- Culex vishnui Theobald, 1901 — Бангладеш, Вьетнам, Камбоджа, Китай, Индия, Индонезия, Малайзия, Непал, Мальдивы, Филиппины, Сингапур, Шри-Ланка, Тайвань, Таиланд, Мьянма, Тимор, Япония
- Culex watti Edwards, 1920 — Ангола, Гана, Танзания, Уганда
- Culex weschei Edwards, 1935 — Буркина-Фасо, Камерун, Гана, Мозамбик, Сенегал, Судан, Того, Заир, Кения
- Culex whitei Barraud, 1923 — Бангладеш, Вьетнам, Индия, Индонезия, Малайзия, Непал, Филиппины, Таиланд
- Culex whitmorei Giles, 1904 — Австралия, Бангладеш, Вьетнам, Индия, Индонезия, Китай, Корея, Малайзия, Непал, Пакистан,  Россия, Тайвань, Филиппины, Шри-Ланка, Япония
- Culex whittingtoni Belkin, 1962 — Соломоновы острова
- Culex willistoni Giles, 1900
- Culex yojoae Strickman, 1990 — Белиз, Гондурас
- Culex zeltneri Neveu-Lemaire, 1906
- Culex zombaensis Theobald, 1901 — Ангола, Заир, Замбия, Кения, Малави, Мозамбик, Судан, Танзания, Уганда, Эфиопия

## ПодродNominaDubia
- Culex aikenii Aiken & Rowland, 1906 — Гайана
- Culex americanus Neveu-Lemaire, 1902 — Антильские острова, Бразилия, Тринидад и Тобаго, Французская Гвиана
- Culex barkerii (Theobald, 1907) — Индонезия, Малайзия
- Culex bernardi (Borel, 1926) — Вьетнам
- Culex chrysothorax (Peryassu, 1908) — Бразилия
- Culex chrysothorax Newstead & Thomas, 1910 — Бразилия
- Culex decorator Dyar & Knab, 1906 — Тринидад и Тобаго
- Culex epirus Aiken, 1909 — Гайана
- Culex fasciolatus (Lutz, 1904. In Bourroul 1904) — Бразилия
- Culex gravitator Dyar & Knab, 1906 — Мексика
- Culex humilis Theobald, 1901 — Бразилия
- Culex indecorabilis (Theobald, 1903) — Бразилия
- Culex lugens Lutz, 1905 — Бразилия
- Culex maculatus Von Humboldt, 1819 — Эквадор
- Culex microtaeniata Theobald, 1911 — Индонезия
- Culex mindanaoensis Baisas, 1935 — Филиппины
- Culex molestus Kollar, 1832 — Бразилия
- Culex nigrescens (Theobald, 1907) — Бразилия, Венесуэла, Французская Гвиана
- Culex nigricorpus (Theobald, 1901) — Бразилия
- Culex novaeguineae Evenhuis, 1989
- Culex oblita Lynch Arribalzaga, 1891 — Аргентина
- Culex pallipes Robineau-Desvoidy, 1827 — Бразилия
- Culex suborientalis Baisas, 1938 — Филиппины
- Culex ventralis Walker, 1865 — Папуа - Новая Гвинея
- Culex virgultus Theobald, 1901 — Бразилия
- Culex vulgaris Linnaeus, 1792 — Швеция

## ПодродOculeomyiaTheobald
- Culex albinervis Edwards, 1929
- Culex annulioris Theobald, 1901
- Culex aurantapex Edwards, 1914
- Culex bitaeniorhynchus Giles, 1901 — Вьетнам, Габон, Гамбия, Гана, Джибути, Заир, Замбия, Зимбабве, Индия, Индонезия, Иран, Йемен, Кения, Корея, Лаос, Лесото, Мадагаскар, Малайзия, Мозамбик, Намибия, Непал, Нигерия, Пакистан, Палау, Филиппины, Россия, Сенегал, Судан, Тайвань, Танзания, Таиланд, Уганда, Новая Каледония, Шри-Ланка, ЮАР, Япония
- Culex cornutus Edwards, 1922
- Culex epidesmus (Theobald, 1910)
- Culex geminus Colless, 1955
- Culex giganteus Ventrillon, 1906
- Culex infula Theobald, 1901
- Culex kinabaluensis Sirivanakarn, 1976
- Culex longicornis Sirivanakarn, 1976
- Culex luzonensis Sirivanakarn, 1976
- Culex poicilipes (Theobald, 1903)
- Culex pseudosinensis Colless, 1955
- Culex samoaensis (Theobald, 1914)
- Culex selangorensis Sirivanakarn, 1976
- Culex sinensis Theobald, 1903 — Бангладеш, Вьетнам, Индия, Индонезия, Китай, Корея, Малайзия, Мьянма, Непал, Папуа Новая Гвинея, Россия, Судан, Тайвань, Филиппины, Япония
- Culex squamosus (Taylor, 1914)
- Culex starckeae Stone & Knight, 1958

## ПодродPhenacomyiaHarbach & Peyton
- Culex airozai Lane, 1945 — Бразилия
- Culex basilicus Dyar & Knab, 1906
- Culex corniger Theobald, 1903 — Белиз, Боливия, Бразилия, Венесуэла, Гватемала, Гайана, Гаити, Гондурас, Колумбия, Коста-Рика, Куба, Доминиканская Республика, Эквадор, Сальвадор, Мексика, Никарагуа, Панама, Перу, Суринам, Тринидад и Тобаго, Уругвай, Французская Гвиана, Гваделупа, Ямайка
- Culex hassardii Grabham, 1906
- Culex lactator Dyar & Knab, 1906 — Мексика
- Culex loquaculus Dyar & Knab, 1909
- Culex rigidus Senevet & Abonnenc, 1939
- Culex subfuscus Theobald, 1907

## ПодродSirivanakarniusTanaka
- Culex boninensis Bohart, 1956 — Япония

## ПодродTinolestesCoquillett
- Culex breviculus Senevet & Abonnenc, 1939 — Бразилия, Французская Гвиана
- Culex mojuensis Duret & Damasceno, 1955
- Culex cauchensis Floch & Abonnenc, 1945 — Бразилия, Французская Гвиана
- Culex latisquama (Coquillett, 1905) — Коста-Рика, Панама, Суринам, США